# 吉田幸一
吉田 幸一（よしだ こういち、1909年4月12日 - 2003年1月9日）は、日本の国文学者・書誌学者・出版人・古典籍蒐集家。学位は、文学博士（東洋大学・論文博士・1961年）（学位論文『和泉式部日記の基礎研究』）。東洋大学名誉教授。日本古典文学の叢書「古典文庫」を個人事業として編纂・発行したことなどで知られる。

## 経歴
1909年（明治42年）4月12日、静岡県静岡市に生まれる。1930年（昭和5年）4月東洋大学文学部国文学科入学、1933年（昭和8年）7月卒業。並行して東京外国語学校支那語専修科（夜間）で中国語を学ぶ。吉田は恩師として藤村作と久松潜一の名を挙げている。
会社勤務、小学校代用教員を経て、1939年（昭和14年）4月、静岡県立浜松商業学校・同工業学校嘱託（中国語担当）。1941年（昭和16年）4月、東洋大学予科・専門部助教授（国文学担当）。1944年（昭和19年）3月退職。
1945年（昭和20年）3月4日、空襲による火災で、西巣鴨四丁目の自宅と、学生時代から蒐集してきた蔵書を全て失う。吉田は後年、このときのことを「生涯最悪の日」と述懐している。1946年（昭和21年）6月、自宅を発行所として「古典文庫」の発行を開始。2002年（平成14年）9月まで発行を続ける。
1947年（昭和22年）11月、東洋大学文学部助教授。1951年（昭和26年）4月、文経学部教授に昇任。1961年（昭和36年）10月、『和泉式部日記の基礎研究』で東洋大学より文学博士の学位を取得。1980年（昭和55年）3月東洋大学を定年退職、同名誉教授。
2003年（平成15年）1月9日、敗血症で死去。

## 業績
国文学者としては平安朝文学が専門で、特に『和泉式部集』と『狭衣物語』については徹底的な古写本蒐集を行っている。
学位論文ともなった『和泉式部日記』の研究は、1950年（昭和25年）頃に新出の異本を入手したことを機に始められたもので、『和泉式部全集』本文篇・資料篇（1959年 - 1966年）、『和泉式部研究』一・二（1964年 - 1967年）となってまとめられた。『和泉式部研究 三』の構想もあったが未刊に終っている。
瀧田貞治（台北帝国大学助教授、1901年 - 1946年）が主宰した西鶴学会（機関誌『西鶴研究』、1942年6月 - 1943年12月）の会員で、同学会が終戦と瀧田の死によって消滅状態にあったところを再建し、『西鶴研究』を復刊させた（1948年10月 - 1957年12月、全10集）。この関係もあり、井原西鶴に関する研究もある。1960年代後半からは『百人一首』の研究にも取り組んでいる。
空襲ですべての蔵書を失ったことから、価値ある古典籍を刊本の形で普及させ、世に残す必要性を痛感し、戦後すぐに、自宅を発行所として「古典文庫」の発行を開始した。「古典文庫」は1946年6月に最初の第1冊を発行し、会員制の少部数頒布の形をとりながら、半世紀以上にわたって毎月1冊のペースで刊行を続け、2002年9月発行の第670冊をもって発行を終了した。このほか「未刊文藝資料」20冊（1951年 - 1954年）、「近世文藝資料」49冊（1954年 - 1997年）なども編纂・刊行している。
戦災で失った蔵書の回復と「古典文庫」発行のため、膨大な古書蒐集を行った（この個人コレクションも「古典文庫」と称した）。国の重要文化財『狭衣』（伝二条為明本）をはじめとした旧蔵書の多くは、東洋大学附属図書館に「古典文庫旧蔵書」として寄贈されている。「吉田文庫」のような名称でないのは、「個人名は出す必要がありません」という吉田本人の強い願いによる。

## 人柄・交友
古書籍商の反町茂雄は、「今日の日本では、最もすぐれた蒐集家の一人」「私たちディーラーとしては、何時も心から頼りになるコレクターでした」と評している。「本はお金を出して買うもんだ」という主義であったが、蒐集した書物は決して死蔵せず、求めに応じて人に見せることは平気だった。
推理作家の内田康夫は東洋大学で吉田に学んでおり、家も近所同士であったことから家族ぐるみでの交流があった。内田の浅見光彦シリーズに登場する浅見光彦の母・雪江と、浅見家のお手伝い・吉田須美子は、それぞれ吉田幸一の妻と娘がモデルである。吉田幸一自身も『十三の墓標』（1987年）に「吉川弘一」という名前で登場する。

## 著作

### 単著
- 『和泉式部研究 一』（古典文庫、1964年10月）
- 『和泉式部研究 二』（古典文庫、1967年10月）
- 『絵入本源氏物語考』（青裳堂書店、1987年10月）
- 『深川本狭衣とその研究』（古典文庫、1982年12月）
- 『和泉式部集 定家本考』（古典文庫、1990年11月）

### 編著
- 『日本文学作品作家解説』（古典文庫、1949年6月）

### 編書
- 『日本文学史に於ける文学論』（東洋大学出版部、1943年9月）
- 『和泉式部全集 本文篇』（古典文庫、1959年9月）
- 『和泉式部全集 資料篇』（古典文庫、1966年6月）
- 『影印本 百人一首抄 宗祇抄』（笠間書院、1969年11月）
- 『影印本 西鶴名残の友』（笠間書院、1971年4月）
- 『影印本 西鶴織留』（笠間書院、1971年4月）
- 『榊原本 和泉式部日記』（笠間書院、1972年3月）
- 『長嘯子全集』6冊・続集2冊・新集3冊（古典文庫、1972年6月 - 1993年9月）
- 『貞徳家集』2冊（古典文庫、1975年1月）
- 『和泉式部集』2冊（笠間書院、1983年3月）
- 『狭衣物語諸本集成』6冊（笠間書院、1993年10月 - 1998年9月）

### 共編
- 『つれつれ種』（大西善明と共編）（笠間書院、1972年10月）
- 『北条団水集』7冊（野間光辰と共編）（古典文庫、1980年1月 - 1983年4月）
- 『「井上圓了先生の書」遺墨集とその研究』5冊（「井上圓了先生の書」研究グループ、1981年 - 1991年）
- 『徒然草 正徹自筆本』2冊（大西善明と共編）（笠間書院、2004年6月 - 2007年4月）

このほか「古典文庫」「未刊文藝資料」「近世文藝資料」「古典聚英」等として校訂・編纂・発行した古典籍は多数にのぼる。